# قاعة سنتوري
قاعة سنتوري (باليابانية:サントリーホール) هي قاعة حفلات موسيقية تتألف من القاعة الرئيسية وقاعة صغيرة  تقع في مجمع أرك هيلز بالقرب من السفارة الأمريكية و قناة تي في أساهي في منطقة أكاساكا شمال ميناتو في طوكيو في اليابان. بدأ البناء في أواخر السبعينات وافتتح في أكتوبر 1986. وصف هربرت فون كاراجان القاعة بأنها «صندوق جواهر للصوت».

## وصلات خارجية
- Official Japanese website
- Official English website

‌